# Grand View Hotel

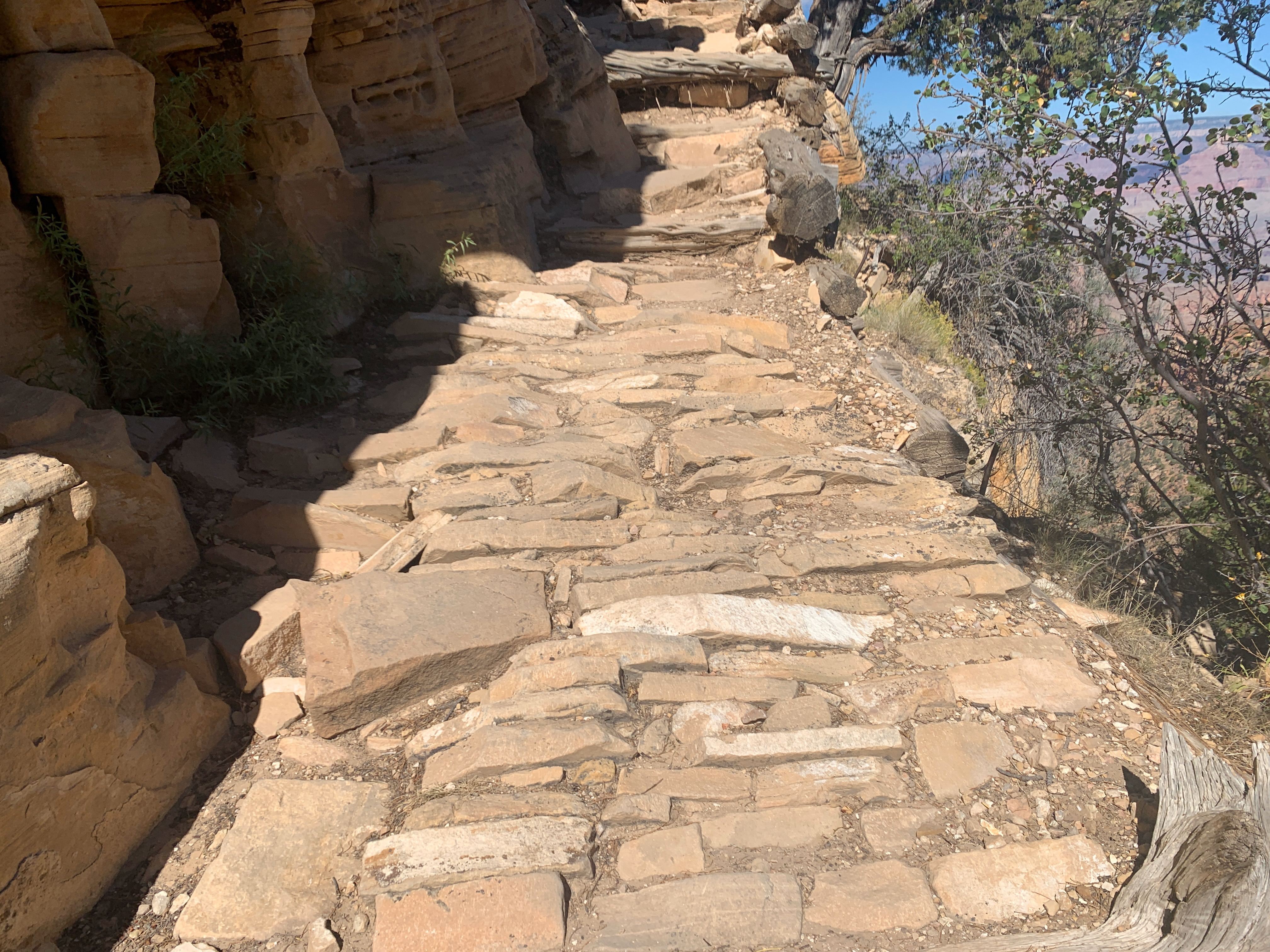
Sandstensplattor på Grandview Trail mellan South Rim och den tidigare Last Chance Mine

Grand View Hotel var ett hotell på Grandview Point på South Rim, i det område som senare blev Grand Canyon National Park, i Arizona i USA. 
År 1892 började Pete Berry och hans partners att utveckla koppargruvan Last Chance Mine i Grand Canyon. I anläggningen ingick en 6,5 kilometer lång mulåsnetransportled, kallad Berry Trail mellan Grandview Point på South Rim, drygt 2.250 meter över havet, och gruvan på Horseshoe Mesa, 760 meter lägre ned i kanjon. Gruvan drevs av Berry och hans partners fram till 1901, och därefter av Grand Canyon Copper Company till 1907. 
Berry och hans partners anlade också det första egentliga hotellet vid Grand Canyon på Grandview Point. År 1893 öppnades ett enklare värdshus och 1895–1897 ett större furutimmerstockhus i 1 1/2 våning. Före anläggandet av järnvägen till South Rim tog resan dit på tolv timmar med diligens från Flagstaff på en mycket dålig vägbana. Efter Grand Canyon Railways ankomst till det som nu är Grand Canyon Village, 19 kilometer väter om Grandview Point, utsattes Grand View Hotel så småningom för mycket hård konkurrens av två nyuppförda hotell i Grand Canyon Village, ägda av Atchison, Topeka and Santa Fe Railway och drivna av dess partner Fred Harvey Company, trots att hotellet erbjöd fri hästskjuts från järnvägsstationen.
Berry Trail, numera Grandview Trail, färdigställdes 1893 och var framför allt avsedd för mulåsnetransporter till och från Last Chance Mine, men den användes också för att ta turister på mulåsna ner i kanjon. Peter Berry själv ledde sådana utfärder, sista gången 1918. 
Grand Canyon Copper Company köpte 1902 både Perrys och hans partners gruva och hotellet. Peter och Martha Berry flyttade till sin närbelägna ranch, där de uppförde Summit Hotel. År 1913 såldes både Berrys fastighet med hotell och gruvbolagets fastighet med hotell till tidningsmagnaten William Randolph Hearst. Denne stängde bägge hotellen och höll fastigheterna huvudsakligen för sin egen familjs bruk och anställde Peter Berry som förvaltare. Paret Berry drog sig tillbaka och flyttade 1919, varefter anläggningen förföll. Hearst lät slutligen montera ned Grandview Hotel 1928–1929 och sålde då en del av timret för uppförandet av det av Mary Colter ritade Desert View Watchtower längre österut utefter South Rim. År 1941 tvångsövertogs området av National Park Service, som 1959 rensade det på kvarvarande byggnader. 